# Hockeria chaoensis
Hockeria chaoensis är en stekelart som beskrevs av Graham 1986. Hockeria chaoensis ingår i släktet Hockeria och familjen bredlårsteklar.
Artens utbredningsområde är Madeira. Inga underarter finns listade i Catalogue of Life.